# Lieveheersbeestjes (tramhalte)
Lieveheersbeestjes (Frans: Coccinelles) is een tramhalte van de Brusselse vervoersmaatschappij MIVB, gelegen in de gemeente Brussel-stad.

## Geschiedenis
De halte Lieveheersbeestjes werd tot 19 maart 1968 bediend door tramlijn 4, die tussen Beurs en Wiener reed via Stefania en Marie-José. Nadien werd deze halte bediend door tramlijn 32, die tussen Wiener en Houba-de-Strooper reed, en dit tot en met 14 augustus 1985. Van 15 augustus 1985 tot 2018 werd de halte bediend door tramlijn 94.
Tot 1 juli 2007 bediende buslijn 41 de haltes Renbaan van Bosvoorde en Lieveheersbeestjes. Op 2 juli 2007 werd de route gewijzigd, waardoor deze voortaan het station van Boondaal en de halte Brazilië bediende en het trajectdeel Gendarmen — Lieveheersbeestjes afgeschaft werd. Sinds 29 september 2018 rijdt de voormalige tramlijn 94 na verlenging van het traject met het nummer 8.

## Situering
Beide tramsporen en perrons liggen in de Terhulpensesteenweg, aan beide zijden van het kruispunt met de Onze-Lieve-Heersbeestjeslaan en de Graafdreef. De halte van buslijn 41 lag in de Lieveheerbeestjeslaan voor wat betreft de rijrichting Herrmann-Debroux, en aan dezelfde halte als tramlijn 94 voor wat betreft rijrichting Helden.
Louiza · 
Stefania · 
Defacqz · 
Baljuw · 
Vleurgat · 
Abdij · 
Legrand · 
Ter Kameren-Ster · 
Buyl · 
Johanna · 
ULB · 
Solbos · 
Marie-José · 
Brazilië · 
Boondaal Station · 
Renbaan van Bosvoorde · 
Lieveheersbeestjes · 
Bosvoorde Station · 
Delleur · 
Wiener · 
Valkerij · 
Tenreuken · 
Seny-park · 
Herrmann-Debroux · 
Oudergem-Shopping · 
Vorstrondpunt · 
Empain · 
Trammuseum · 
Bronnenpark · 
Voot · 
Woluwe Shopping · 
Roodebeek